# Distretto di Shilla
Il distretto di Shilla è un distretto del Perù nella provincia di Carhuaz (regione di Ancash) con 3.280 abitanti al censimento 2007 dei quali 1.298 urbani e 1.982 rurali.
È stato istituito il 14 dicembre 1934.